# SS Alkimos (1943)
El Alkimos era un barco mercante griego que naufragó en la costa norte de Perth, Australia Occidental en 1963. Dicho acontecimiento hizo que una localidad cercana sea nombrada como el barco. Hoy en día el naufragio es un lugar popular para bucear.

## Historia
El barco fue construido durante la Segunda Guerra Mundial por los astilleros Bethlehem-Fairfield Shipyards, en Baltimore como parte del programa "clase Liberty" de los Estados Unidos y originalmente estaba planeado que el barco se llamara George M. Shriver.
Después de que varios trabajadores fueran atrapados dentro del casco del barco durante su construcción, éste se ganó la reputación de estar maldito. Los trabajadores fueron encontrados al día siguiente, asfixiados. El buque fue iniciado el 11 de octubre de 1943. Sin embargo, el 20 de octubre, el buque fue reasignado a la Misión Comercial y de Navegación de Noruega (Nortraship), y fue rebautizado Viggo Hansteen. Estuvo en servicio de guerra durante aproximadamente 18 meses, principalmente en el Mediterráneo y fue tripulado por marineros de diversas nacionalidades. Sirvió como transporte de tropas y de carga, en convoyes que a veces eran atacados por aviones y U-boot alemanes.
Un asesinato-suicidio tuvo lugar a bordo del Viggo Hansteen en agosto de 1944, mientras el barco estaba en Nápoles (algunas fuentes dicen que el buque se encontraba en Piombino); Se informó que la operadora de radio canadiense Maude Steane recibió un disparo de otro miembro de la tripulación, que luego se suicidó.
Después de la guerra, el buque fue vendido a una compañía naviera griega y fue renombrado Alkimos,  una palabra que significa "fuerte" y un dios griego, .
Como Alkimos, el barco surcó los océanos del mundo durante unas dos décadas. El 19 de marzo de 1963, cuando el barco estaba en un viaje de Yakarta a Bunbury, chocó contra un arrecife cerca de la isla Beagle frente a la costa de Australia Occidental. Fue rescatado y remolcado a Fremantle, la ciudad portuaria de Perth, Australia Occidental, donde fue sometido a reparaciones durante dos meses. Después de la resolución de una disputa sobre el pago de las reparaciones, el Alkimo dejó Fremantle remolcado por un remolcador oceánico, el Pacific Reserve de Hong Kong.
A solo unas pocas horas del puerto, el 31 de mayo de 1963, la línea de remolque cedió y el Alkimos fue conducido a la costa. Aunque el barco permaneció intacto, no se pudo sacar flotando en ese momento, por lo que se llenó de agua para asegurarlo en su lugar y se dejó a cargo de un cuidador a bordo. Otro remolcador, el Pacific Star, al mando del Capitán E.R. Francisco, regresó en enero de 1964 y el barco fue reflotado el 14 de febrero de 1964, pero el viaje planeado a Manila apenas había comenzado cuando el 21 de febrero de 1964 las autoridades lo incautaron en el mar, y el Alkimos quedó anclado. Aquella vez sufrió daños más graves y se abandonó todo pensamiento de rescatarlo intacto.
Posteriormente fue vendido por los propietarios para convertirlo en chatarra. Sin embargo, en 1969, los trabajadores de salvamento fueron expulsados de los restos del naufragio por un incendio, y cada vez que regresaban, el fuego comenzaba de nuevo. Después de eso, los restos parcialmente desmantelados del barco se asentaron en varios metros de agua, visibles para los visitantes, antes de desintegrarse gradualmente.